# Víťaz
Víťaz (bis 1948 slowakisch „Vitež“; ungarisch Nagyvitéz) ist eine Gemeinde im Osten der Slowakei mit 2040 Einwohnern (Stand 31. Dezember 2024), die zum Okres Prešov, einem Kreis des Prešovský kraj, gehört.

## Geographie

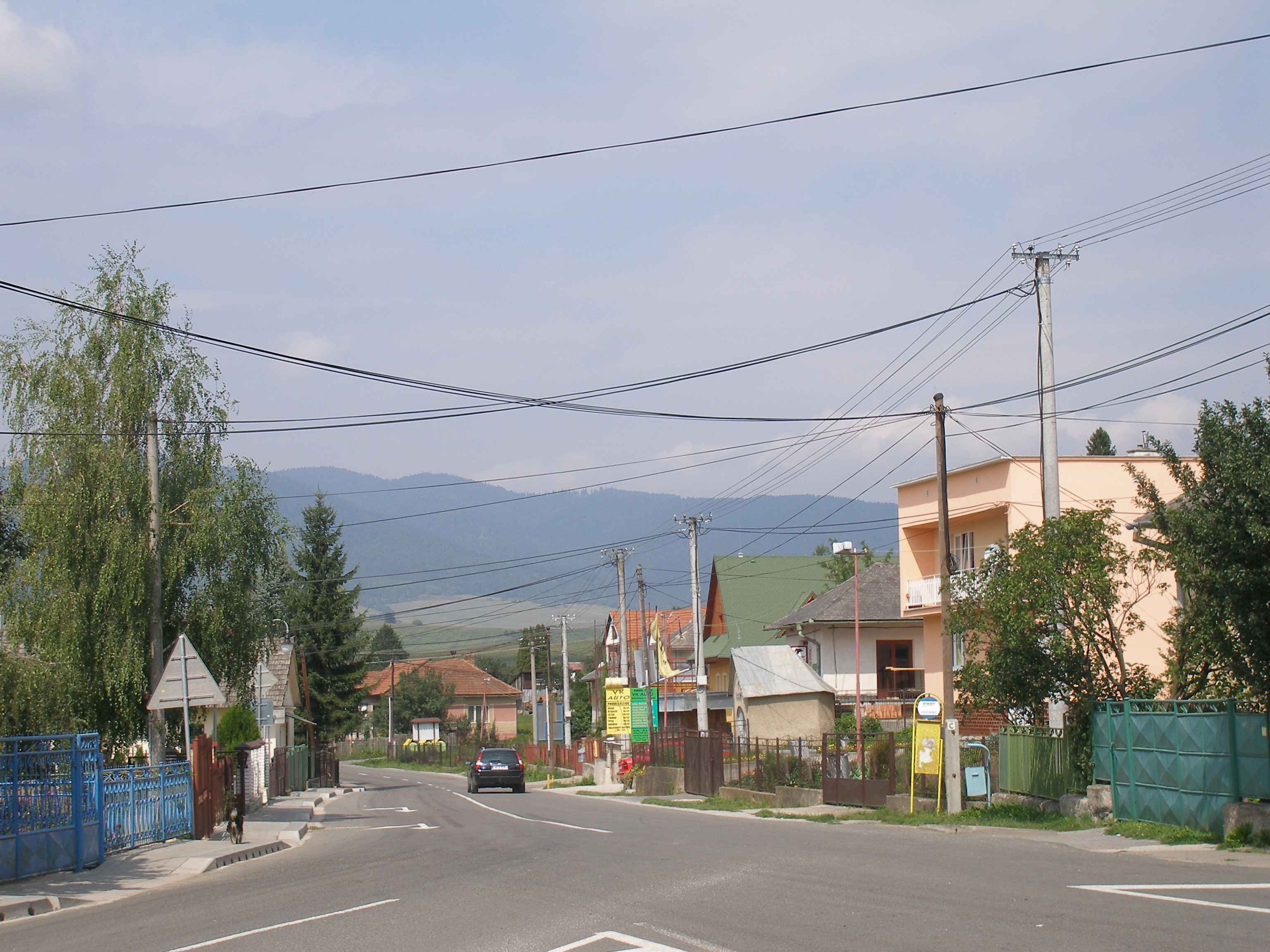
Straßenblick

Die Gemeinde befindet sich im Westteil des Berglands Šarišská vrchovina unmittelbar östlich des Gebirges Branisko am Bach Dolinský potok. Das Ortszentrum liegt auf einer Höhe von 505 m n.m. und ist 11 Kilometer von Krompachy und 23 Kilometer von Prešov gelegen.
Verwaltungstechnisch gliedert sich die Gemeinde in die Gemeindeteile Dolina und Víťaz.

## Geschichte

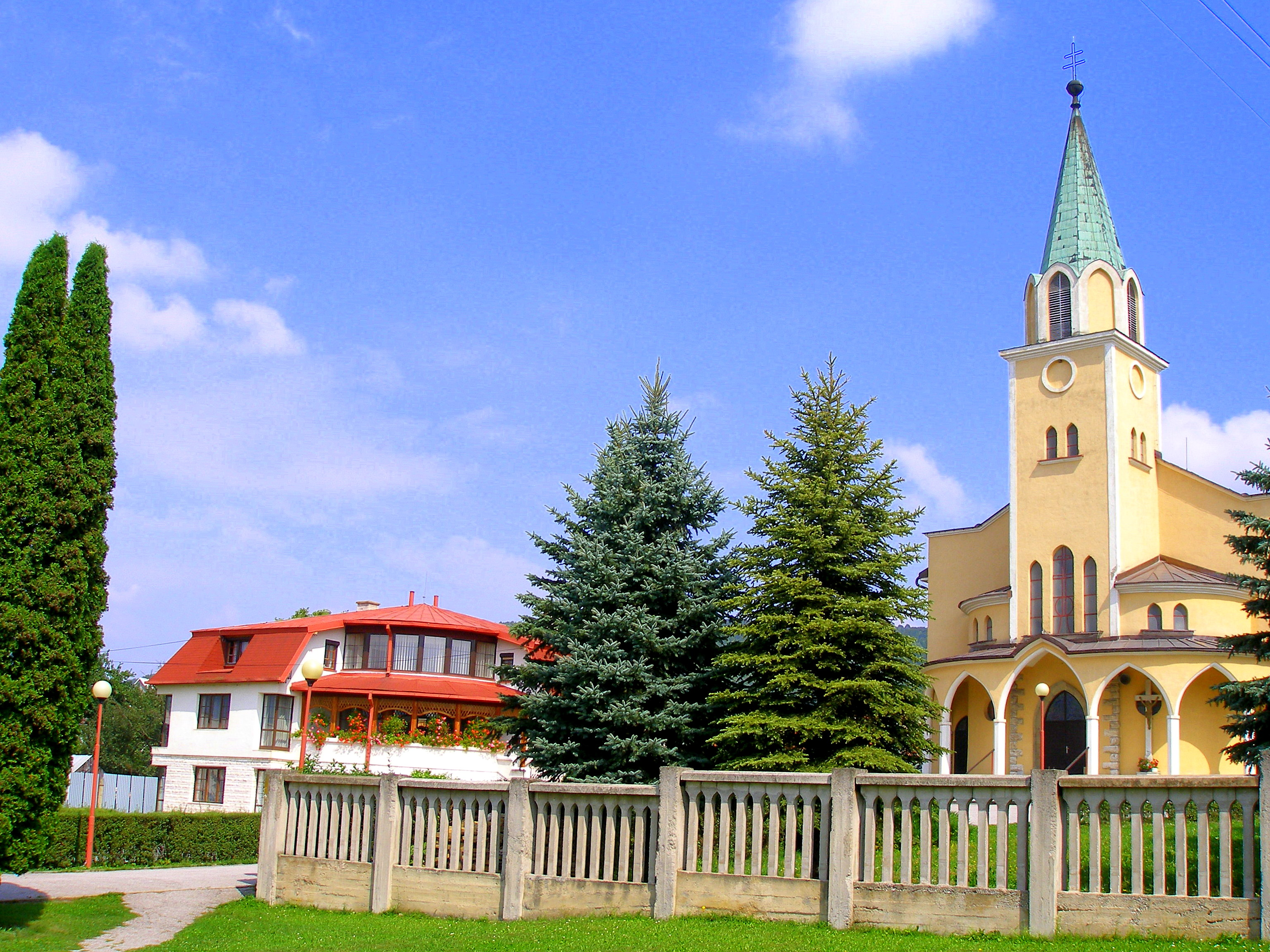
Kirche

Víťaz wurde zum ersten Mal 1272 schriftlich erwähnt und wurde wohl am Anfang des 13. Jahrhunderts von einem niederen Edelmann gegründet. Im 14. Jahrhundert wurde eine Kirche errichtet. 1427 sind hier 40 Untertan-Familien verzeichnet. 1828 sind 90 Häuser und 680 Einwohner verzeichnet.

## Bevölkerung
| Jahr                | 1994 | 2004    | 2014    | 2024    |
| ------------------- | ---- | ------- | ------- | ------- |
| Anzahl der Personen | 1768 | 1937    | 2056    | 2040    |
| Unterschied         |      | +9,55 % | +6,14 % | −0,77 % |

| Jahr                | 2023 | 2024    |
| ------------------- | ---- | ------- |
| Anzahl der Personen | 2018 | 2040    |
| Unterschied         |      | +1,09 % |

Ergebnisse der Volkszählung 2001 (1615 Einwohner):
| Nach Ethnie: - 99,84 % Slowaken - 0,11 % Tschechen - 0,05 % Zigeuner | Nach Religion: - 99,51 % römisch-katholisch - 0,22 % keine Angabe - 0,16 % konfessionslos - 0,11 % evangelisch |

## Bauwerke
- römisch-katholische Kirche St. Andreas aus dem 14. Jahrhundert, nach Renovierungen im barock-klassizistischen Stil
- römisch-katholische Kirche St. Joseph von 1961